# (38438) 1999 RC249
1999 RC249 (asteroide 38438) é um asteroide da cintura principal. Possui uma excentricidade de 0.06423220 e uma inclinação de 3.55063º.
Este asteroide foi descoberto no dia 7 de setembro de 1999 por LINEAR em Socorro.